# Halffterina albosignata
Halffterina albosignata är en insektsart som beskrevs av Marius Descamps 1975. Halffterina albosignata ingår i släktet Halffterina och familjen gräshoppor. Inga underarter finns listade i Catalogue of Life.